# George Devone
George Ellis Devone (* 21. Februar 1959 in Sampson County; † 11. März 2024 in Trier) war ein US-amerikanischer Basketballspieler, der in Deutschland in der Basketball-Bundesliga als Profi spielte.

## Laufbahn
Der 2,05 Meter große und aus Clinton im US-Bundesstaat North Carolina stammende Innenspieler studierte und spielte zwischen 1977 und 1981 an der University of North Carolina at Charlotte (UNC Charlotte) in der NCAA. Seine besten statistischen Werte innerhalb dieser vier Jahre erzielte Devone in seiner Abschlusssaison 1980/81, als er im Schnitt 10,2 Punkte sowie 8,4 Rebounds pro Spiel bilanzierte. Beim NBA-Draft 1981 sicherten sich die Detroit Pistons in der fünften Auswahlrunde die Rechte an Devone.
Devone spielte als Profi beim Bundesligisten SSV Hagen (Saison 1981/82), später beim FC Bayern München, zunächst in der 2. Basketball-Bundesliga, zwischen 1987 und 1989 dann in der Basketball-Bundesliga. 1989 wechselte er zum TV Germania Trier, mit dem er von der zweiten in die erste Liga aufstieg und anschließend für die Moselaner in der höchsten deutschen Spielklasse auflief.
Von 1993 bis 1995 spielte Devone für den Post-SV Bonn, den Vorgängerverein der Telekom Baskets Bonn, in der 2. Bundesliga. Danach lief er für die BG Koblenz in der zweiten Liga auf.
In der Saison 1998/99 sprang er für Trier kurzzeitig noch einmal in der Bundesliga ein und absolvierte dort vier Partien. Insgesamt erzielte er im Laufe seiner Karriere 2068 Punkte in der Bundesliga.
Nach der sportlichen Laufbahn blieb Devone in Trier, wo er mit seiner deutschen Ehefrau und den gemeinsamen Kindern lebte. Beim Trimmelter SV und beim TuS Mosella Schweich war er als Trainer tätig. Er starb in Folge einer längeren Krankheit in einem Trierer Hospiz.